# Instytut Marksizmu-Leninizmu Komitetu Centralnego Komunistycznej Partii Czechosłowacji

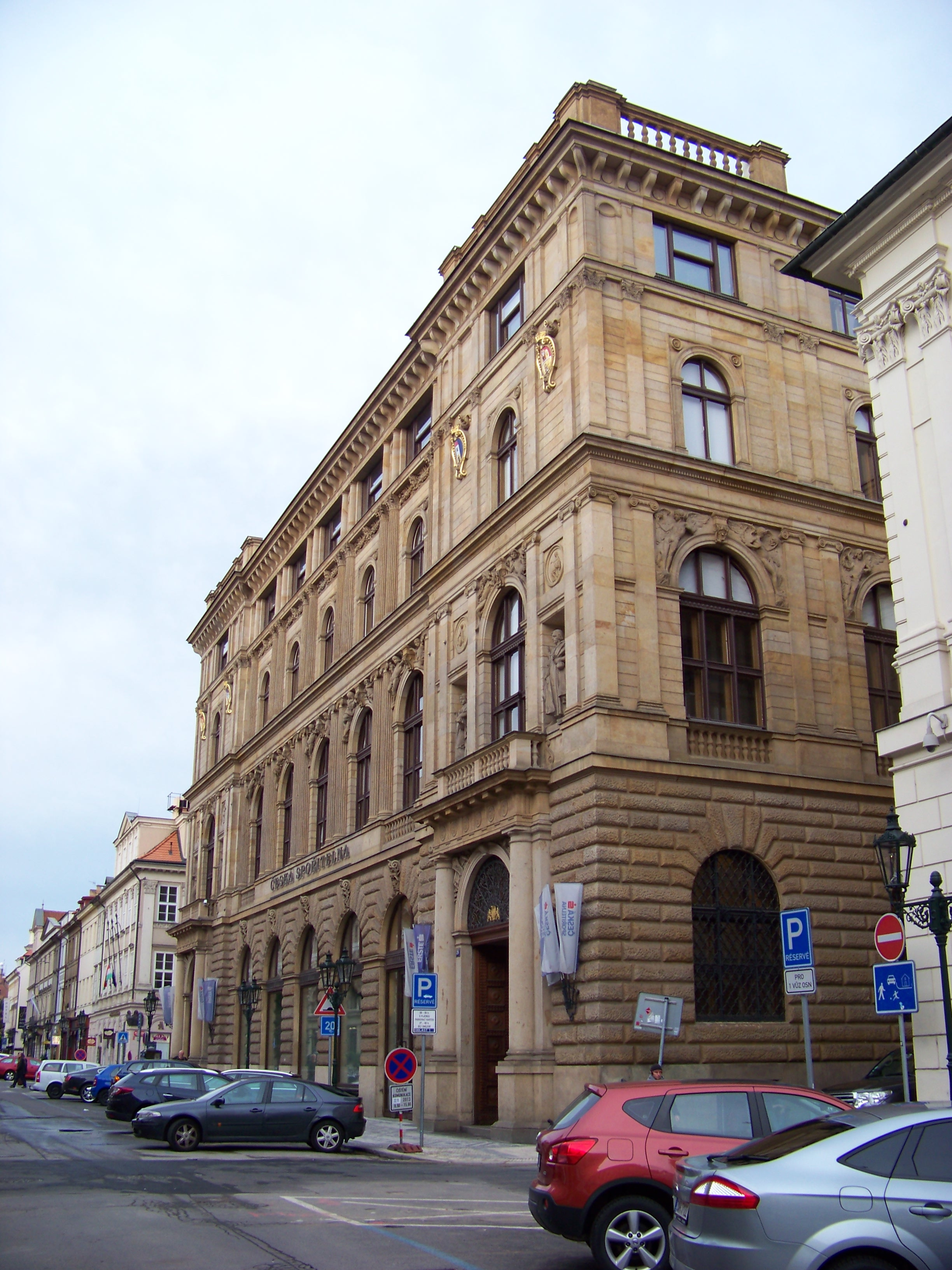
b. siedziba Instytutu Historii KPCz. w pałacu bankowym z 1894 miejskiej kasy oszczędnościowej przy ul. Rytířskiej 29

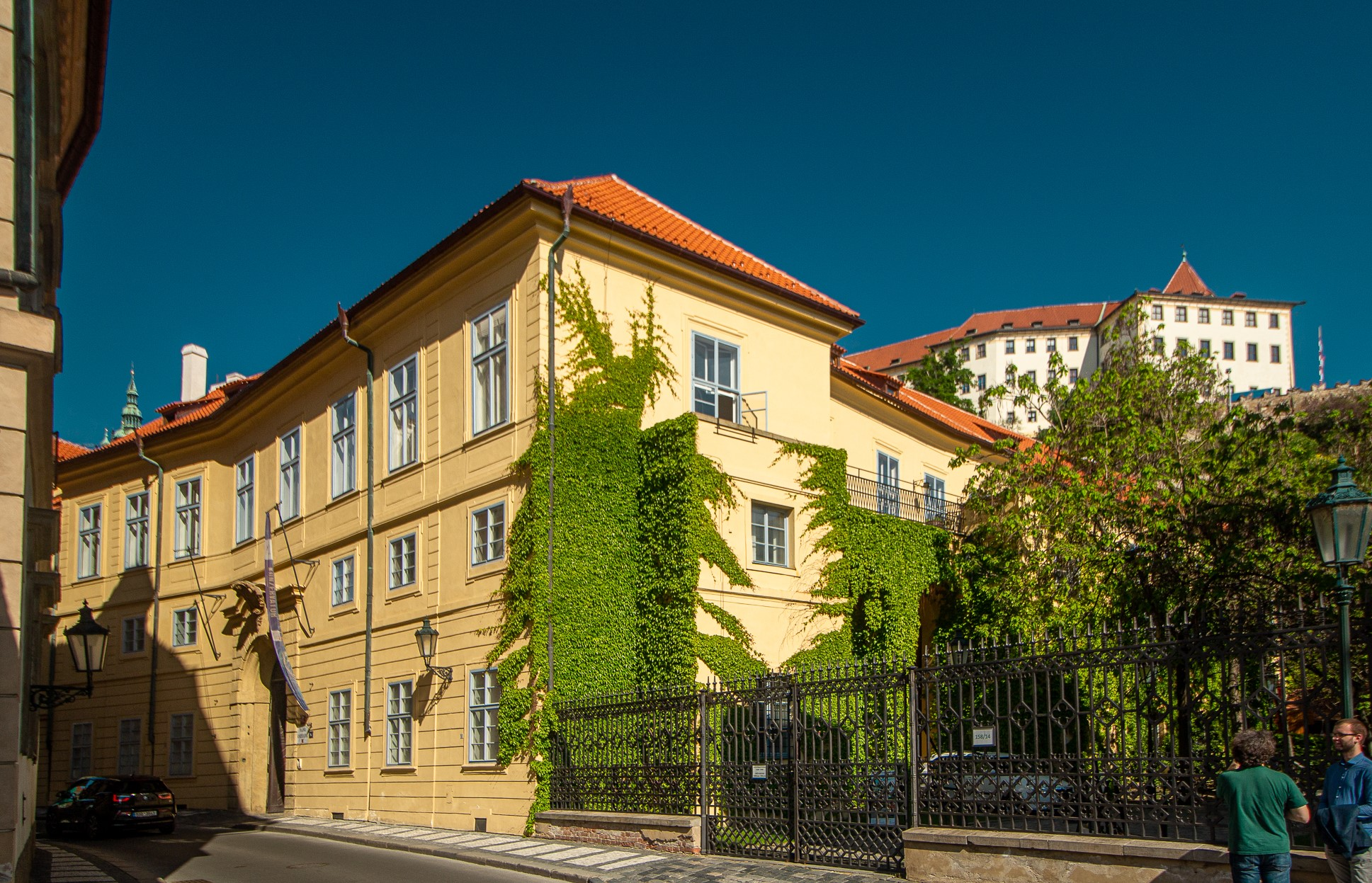
b. siedziba Biblioteki Instytutu Marksizmu-Leninizmu w Pałacu Pállfyho

Instytut Marksizmu-Leninizmu Komitetu Centralnego Komunistycznej Partii Czechosłowacji (Ústav marxismu-leninismu ústředního výboru Komunistické strany Československa) – placówka naukowo-badawcza Komitetu Centralnego Komunistycznej Partii Czechosłowacji.

## Historia
Został utworzony 1 maja 1970 decyzją Prezydium Komitetu Centralnego Komunistycznej Partii Czechosłowacji na bazie dotychczasowego Instytutu Historii Komunistycznej Partii Czechosłowacji (Ústav dějin Komunistické strany Československa) (1950-1968), następnie Czechosłowackiego Instytutu Historii Socjalizmu (Československý ústav dějin socialismu) (1968-1970). Zajmował się przede wszystkim badaniem teoretycznych problemów rozwoju socjalizmu w Czechosłowackiej Republice Socjalistycznej, ze szczególnym uwzględnieniem wiodącej roli partii w tym procesie.
Instytut był też podstawowym miejscem badań nad historią partii komunistycznej, a także zajmował się doświadczeniami międzynarodowego ruchu komunistycznego i robotniczego. Realizował zadania, które następnie były bazą poczynań w zakresie propagandy i agitacji Komitetu Centralnego KPCz.
Instytut został zlikwidowany w 1989. Jego dokumenty są przechowywane przez Archiwum Narodowe (Národní archiv).

## Siedziba
Instytut Historii KPCz. umieszczono w pałacu bankowym miejskiej kasy oszczędnościowej z 1894 (Mestská spořitelna Pražská), który znajdował się przy ul. Rytířskiej 29/Melantrichovej 2/Havelskej 22 i Havelskej 2. Powstały następnie Instytut Marksizmu-Leninizmu mieścił się w szeregu obiektów w Pradze, m.in. w budynku Komitetu Centralnego KPCz przy nábřeží Ludvíka Svobody 1222/12, w Muzeum Klementa Gottwalda przy ul. Rytířskiej 29, a biblioteka (200 tys. woluminów) w pałacu Pálffyho przy ul. Valdštejnská 158/14.